# 札幌通運
札幌通運株式会社（さっぽろつううん）は、札幌市に本社を置く物流企業。国内で企業間物流を中心に、倉庫・旅行・通関など、幅広い業務を行う。特別積合せ事業者の大手。

## 概要
北海道を基盤とする物流企業としては最大手である。(2位は松岡満運輸) 従来、道内及び北海道―東京間の企業間物流を主力業務としてきたが、2005年（平成17年）10月、東京都の中央通運と経営統合し、持株会社ロジネットジャパンを結成。3PLを重視し、関東地方での営業力強化を推進している。更に、関西地方においても業務拡大を目指す。その他に引越や郵便局と提携した宅配便サービスも行っている。
運送事業以外にも、東京発・札幌発の国内旅行ブランド「クラブゲッツ」での旅行プランや、「北海道味便り」のブランド名による北海道の観光物産等の販売などを取り扱う。
本州で行っている全事業は事業再編に伴い、2019年4月1日付で、ロジネットジャパン東日本へ移管される予定。

## 支社・事業所
国内に55箇所設置。

## 提供番組
- 開運!なんでも鑑定団（テレビ北海道・毎週火曜 20:54 - 21:54、北海道ローカル）
- 朝だ!生です旅サラダ（北海道テレビ・毎週土曜 8:00 - 9:30、長きにわたり提供してきた「サンデープロジェクト」の11時台ローカルスポンサー枠より提供枠を移動。8時台前半のローカルスポンサー枠で提供。現在の提供クレジットは「ロジネットジャパン」名義）
- サンデープロジェクト（北海道テレビ・毎週日曜 10:00 - 11:45、長らく11:05以降のローカルスポンサー枠で提供していた。2007年ごろに「旅サラダ」8時台前半に提供枠を移動。現在は放送終了）
- 札通はこび愛チャリティーコンサート（年1回 札幌交響楽団 による演奏会を開催）

## 関連会社
- - 株式会社LNJ札幌
  - 株式会社LNJ自工
  - 株式会社LNJ商事
  - 株式会社LNJさくらスマイル
  - 株式会社LNJロジスティックス
  - 株式会社LNJ道東